# Wunmi Mosaku
Oluwunmi Olapeju Mosaku 'Wunmi' Mosaku (Zaria (Nigeria), 31 juli 1986) is een in Nigeria geboren Britse actrice.

## Biografie
Mosaku werd geboren in Zaria (Nigeria) en emigreerde al snel met haar familie naar Manchester. Zij doorliep de middelbare school aan de Trinity C.E. High School en studeerde af aan de Xaverian College, beide in Manchester. In 2007 studeerde zij af aan de Royal Academy of Dramatic Art in Bloomsbury en maakte toen haar debuut op het toneel, hierna speelde zij nog in diverse andere theatervoorstellingen in lokale theaters.
Mosaku begon in 2006 met acteren voor televisie in de film The Women of Troy, waarna zij nog meerdere rollen speelde in films en televisieseries.

## Filmografie

### Films
Uitgezonderd korte films.
- 2025 Sinners - als Annie
- 2024 Deadpool & Wolverine - als Hunter B-15
- 2022 Alice, Darling - als Sophie
- 2022 Call Jane - als Gwen
- 2020 His House - als Rial Majur
- 2019 Sweetness in the Belly - als Amina
- 2018 Macbeth - als moeder
- 2017 Mission Control - als Rayna
- 2016 Fantastic Beasts and Where to Find Them - als Beryl
- 2016 Damilola, Our Loved Boy - als Gloria Taylor
- 2016 Batman v Superman: Dawn of Justice - als Kahina Ziri
- 2015 Don't Take My Baby - als Belinda
- 2013 Philomena - als jonge non
- 2012 Citadel - als Marie
- 2011 Stolen - als Sonia Carey
- 2010 I Am Slave - als Malia
- 2010 Womb - als Erica
- 2010 Honeymooner - als Seema
- 2010 One Night in Emergency - als mooie verpleegster
- 2006 The Women of Troy - als Helen

### Televisieseries
Uitgezonderd eenmalige gastrollen.
- 2021-2023 Loki - als Hunter B-15 / Dr. Verity Willis - 11 afl.
- 2016-2023 Black Mirror - als Katie / TV Joans's Lawyer - 2 afl.
- 2022 We Own This City - als Nicole Steele - 6 afl.
- 2020 Lovecraft Country - als Ruby Baptiste - 10 afl.
- 2019 Temple - als Mercy King - 6 afl.
- 2019 Luther - als Catherine Halliday - 4 afl.
- 2018 Kiri - als DI Vanessa Mercer - 4 afl.
- 2017 The End Of The F***ing World - als DC Teri Darego - 6 afl.
- 2017 Fearless - als Olivia Greenwood - 6 afl.
- 2017 Guerrilla - als Kenya - 5 afl.
- 2015 Capital - als Quentina - 3 afl.
- 2014 In the Flesh - als Maxine Martin - 6 afl.
- 2013 Dancing on the Edge - als Carla - 6 afl.
- 2013 Jo - als Angelique Alassane - 8 afl.
- 2012 Blackout - als Millie Caswell - 3 afl.
- 2011-2012 Vera - als DC Holly Lawson - 5 afl.
- 2011 The Body Farm - als Rosa Gilbert - 6 afl.
- 2011 32 Brinkburn Street - als Joy - 5 afl.
- 2010 Silent Witness - als Charlie Gibbs - 4 afl.
- 2009 Father & Son - als Stacey Cox - 4 afl.
- 2009 Moses Jones - als Joy - 3 afl.

## Prijzen gewonnen
- 2022: Black Reel Awards for Television in de categorie Uitstekende Actrice in een Film/Televisieserie met haar rol in de televisieserie We Own This City.
- 2021: British Independent Film Award in de categorie Beste actrice, voor haar rol in de film His House.
- 2017: British Academy Film Award in de categorie Beste Actrice in een Bijrol voor haar rol in de film Damilola, Our Loved Boy.

- Gemeinsame Normdatei: 1253890307
- International Standard Name Identifier: 0000 0001 4086 3415
- Library of Congress Control Number: no2011163308
- MusicBrainz: 3ac71bf7-db9a-4f6f-83ff-bcd4793d8087
- Nationale Bibliotheek van Israël: 987007390706705171
- Nederlandse Thesaurus van Auteursnamen: 42244751X
- Virtual International Authority File: 186763560
- WorldCat: E39PBJyRDq3K3V7yjxbCBbMByd